# Eurya glandulosa
Eurya glandulosa är en tvåhjärtbladig växtart som beskrevs av Elmer Drew Merrill. Eurya glandulosa ingår i släktet Eurya och familjen Pentaphylacaceae.

## Underarter
Arten delas in i följande underarter:
- E. g. cuneiformis
- E. g. dasyclados